# Melissa Farman
Melissa Farman (* 1990 in New York City) ist eine US-amerikanische Schauspielerin.

## Biografie
Nach ihrer Geburt in New York zog Melissa Farman mit ihren Eltern nach Paris und wuchs dort zweisprachig auf. Im Alter von zehn Jahren wurde sie in den Bilingual Acting Workshop für professionelle Schauspieler aufgenommen. Beim Abschlussball der American School of Paris war sie die Begleiterin von Lucas Coleon, einem Neffen des damaligen französischen Staatspräsidenten Nicolas Sarkozy.
Ab 2009 war sie als Fernsehschauspielerin aktiv, übernahm zunächst Rollen in Cold Case, in einer HBO-Filmbiografie über Temple Grandin und schließlich die Verkörperung der jungen Danielle Rousseau in der Fernsehserie Lost.
Farman ist ein Patenkind von Jacqueline Kennedy.

## Filmografie
- 2009: Cold Case – Kein Opfer ist je vergessen (Fernsehserie, 1 Folge)
- 2009: Lost (Fernsehserie, 3 Folgen)
- 2009: Law & Order: Special Victims Unit (Fernsehserie, 1 Folge)
- 2010: Du gehst nicht allein (Temple Grandin, Fernsehfilm)
- 2010: Navy CIS (Fernsehserie, 1 Folge)
- 2011: Die Sehnsucht der Falter (The Moth Diaries)
- 2012: Game Change – Der Sarah-Palin-Effekt (Game Change, Fernsehfilm)
- 2012: CSI: Vegas (Fernsehserie, 1 Folge)
- 2012: Perception (Fernsehserie, 1 Folge)
- 2012: Vier Schwestern zu Weihnachten (The March Sisters at Christmas, Fernsehfilm)
- 2013: Elementary (Fernsehserie, 1 Folge)
- 2013: Nennt mich verrückt! (Call Me Crazy, Fernsehfilm)
- 2014–15: Strange Empire (Fernsehserie, 13 Folgen)
- 2016: Navy CIS: New Orleans (Fernsehserie, 1 Folge)
- 2018: Timeless (Fernsehserie, 1 Folge)
- 2021: Legends of Tomorrow (Fernsehserie, 1 Folge)
- 2022: The Endgame (Fernsehserie, 3 Folgen)